# Amtsgericht Sorau
Das Amtsgericht Sorau war ein preußisches Amtsgericht mit Sitz in Sorau, Provinz Brandenburg.

## Geschichte
Ab 1849 war das königliche Kreisgericht Sorau das zuständige Gericht. Übergeordnet war das Appellationsgericht Frankfurt a. d. Oder als Appellationsgericht. Im Rahmen der Reichsjustizgesetze wurden diese Gerichte aufgehoben und reichsweit einheitlich Oberlandes-, Land- und Amtsgerichte gebildet. Das königlich preußische Amtsgericht Sorau wurde mit Wirkung zum 1. Oktober 1879 als eines von zehn Amtsgerichten im Bezirk des Landgerichtes Guben im Bezirk des Kammergerichtes gebildet. Der Sitz des Gerichtes war die Stadt Sorau. Sein Gerichtsbezirk umfasste den Landkreis Sorau ohne die Teile, die den Amtsgerichten Forst, Pförten, Sommerfeld und Triebel zugeordnet waren. Am Gericht bestanden 1880 fünf Richterstellen. Das Amtsgericht war damit ein großes Amtsgericht im Landgerichtsbezirk. Am Amtsgerichte bestand eine Strafkammer. Gerichtstage wurden in Christianstadt gehalten.
Nach dem Zweiten Weltkrieg wurde der Gerichtsbezirk des Amtsgerichtes Sorau unter polnische Verwaltung gestellt. Damit endete die Geschichte des Amtsgerichtes Sorau.

## Richter
- Louis Levin (1899 bis 1906)